# Pseudomaenas oncodogramma
Pseudomaenas oncodogramma är en fjärilsart som beskrevs av Louis Beethoven Prout 1917. Pseudomaenas oncodogramma ingår i släktet Pseudomaenas och familjen mätare. Inga underarter finns listade.